# Franciszek Bekierski
Franciszek Bekierski herbu Jastrzębiec – stolnik zwinogrodzki w 1764 roku.